# Wsiewołod Jakubowski
Wsiewołod (Wszechwład) Gabriel Jakubowski (ur. 7 lipca 1883, zm. 1940 w ZSRR) – podpułkownik saperów Wojska Polskiego, ofiara zbrodni katyńskiej.

## Życiorys
Urodził się 7 lipca 1883 jako syn Zygmunta. Po odzyskaniu przez Polskę niepodległości został przyjęty do Wojska Polskiego. Awansowany na stopień podpułkownika ze starszeństwem z dniem 1 czerwca 1919 roku w korpusie oficerów inżynierii i saperów. W latach 1923–1924 pozostawał oficerem rezerwy 8 pułku saperów w Toruniu. W 1934 jako podpułkownik rezerwy był przydzielony do Oficerskiej Kadry Okręgowej nr II jako oficer przewidziany do użycia w czasie wojny i pozostawał wówczas w ewidencji Powiatowej Komendy Uzupełnień Łuck.
Na przełomie lat 20. i 30. był ziemianinem w miejscowości Sadów na Wołyniu.
Po wybuchu II wojny światowej, kampanii wrześniowej 1939 i agresji ZSRR na Polskę z 17 września 1939 został aresztowany przez sowietów. W 1940 został zamordowany przez NKWD. Jego nazwisko znalazło się na tzw. Ukraińskiej Liście Katyńskiej opublikowanej w 1994 (został wymieniony na liście wywózkowej 65/1-96 oznaczony numerem 3407). Ofiary tej części zbrodni katyńskiej zostały pochowane na otwartym w 2012 Polskim Cmentarzu Wojennym w Kijowie-Bykowni.